# Union des trois nations

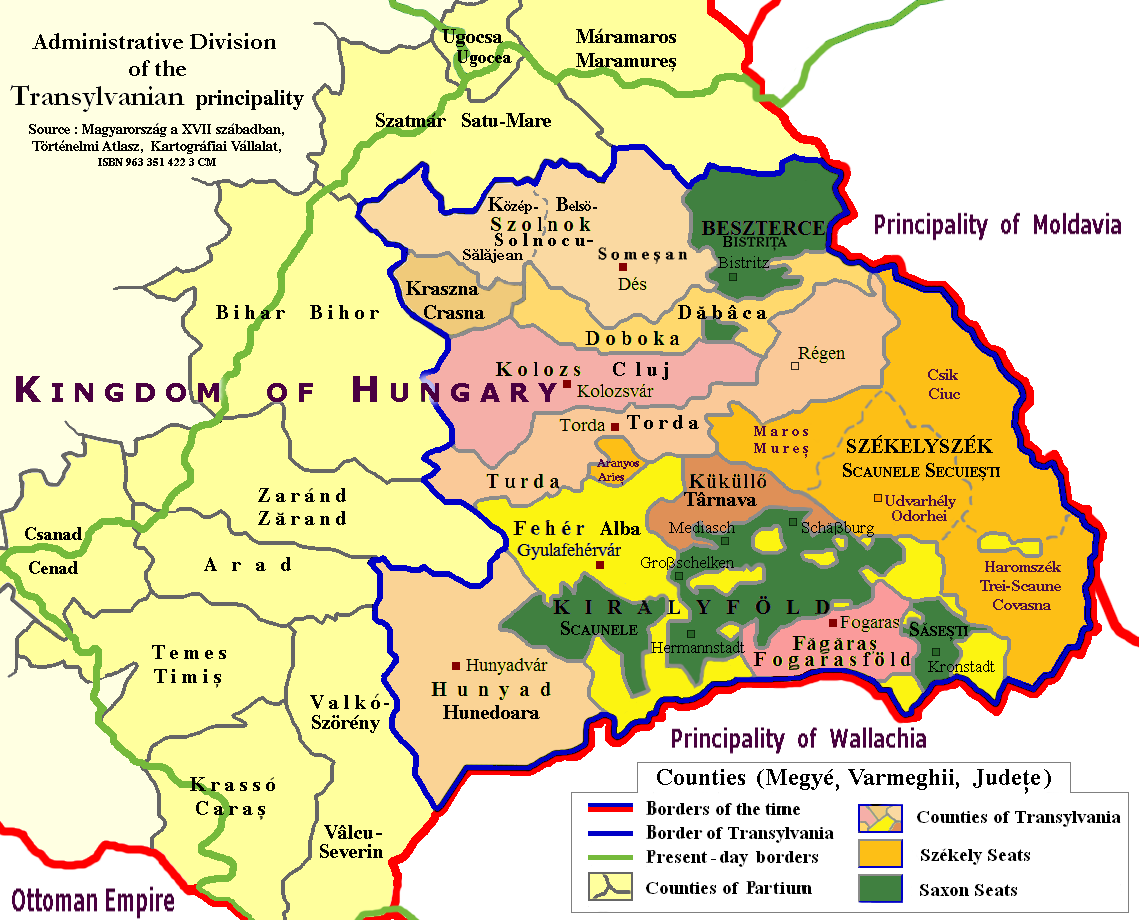
La Transylvanie médiévale à l'époque de l'Union des trois nations et jusqu'en 1711.

L'Union des trois nations (latin : Unio Trium Nationum ; hongrois : Három nemzet szövetség ; roumain : Uniunea celor trei neamuri) ou Union fraternelle (latin : Fraterna Unio) était un pacte d'aide mutuelle proclamé à Kápolna (actuelle Căpâlna) le 16 septembre 1437 et réaffirmée au camp de Turda le 2 février 1438 par les trois classes privilégiées de Transylvanie : la noblesse (dont la majorité était hongroise), la bourgeoisie saxonne et les Sicules qui avaient un statut spécial dans le royaume de Hongrie. L'Union se forma en réaction contre la révolte de Bobâlna de 1437, conduite par un baronnet magyarisé, Anton Budai Nagy.
Anton Budai Nagy fédéra les paysans valaques qui grognaient contre l’Église et contre les nobles, mais aussi la bourgeoisie urbaine et la petite noblesse. Sous l’influence des Hussites, ces divers groupements reprochaient à l’Église catholique, dont le prestige était entamé par le Grand Schisme d'Occident (1378-1417) sa corruption, ses richesses (elle possédait 12 % du territoire transylvain) et ses privilèges (elle percevait la dîme y compris sur les joupanats valaques qui eux, étaient orthodoxes). La révolte fut déclenchée par la décision de l’évêché catholique de Gyulafehérvar/Alba Iulia, d’employer des hommes d’armes pour collecter des dîmes impayées. Vainqueurs à Bobâlna en juin 1437, les insurgés obtînrent d’importantes concessions.
Mais la noblesse, avec l’aide du voïvode transylvain, engagea des armées de mercenaires et convoqua les représentants des Saxons et des Sicules le 16 septembre à Căpâlna en les sommant de choisir leur camp. C’est ainsi que se constitua l’« Union fraternelle », appelée « Union des Trois Nations », mais tous les délégués n’y adhérèrent pas : la guerre se poursuivit, et la ville de Kolozsvár/Cluj, qui avait pris parti pour les insurgés, fut prise d’assaut en 1438. Les chefs de la révolte, dont Gheorghe Doja din Ghindari, furent mis à mort, et les Valaques, qui formaient jusqu’alors l’un des états (« nations ») du voïvodat transylvain (Universitas valachorum) perdirent leurs droits et furent ravalés au rang de serfs dans le nouveau statut de la Principauté, calqué sur l’« Union des trois nations ».